# Albert VI d'Anhalt-Köthen
Pour les articles homonymes, voir Albert VI.
Albert VI d'Anhalt-Köthen (mort le 9 janvier 1475) est un prince d'Empire allemand de la 
maison d'Ascanie, corégent de la principauté d'Anhalt-Köthen en 1474-1475.

## Biographie
Albert VI est le plus jeune des fils d'Albert IV d'Anhalt-Köthen, mais l'aîné des enfants nés de sa seconde union avec Elisabeth, fille de Gebhard XI, comte de Querfurt.
Encore mineur à la mort de son père en 1423, Albert est écarté de l'héritage d'Anhalt-Köthen par ses deux demi-frères aînés, Adolphe Ier et Valdemar V. Après la mort de Valdemar en 1436, Adolphe devient le seul souverain d'Anhalt-Köthen. Albert doit attendre patiemment environ 37 ans pour obtenir son héritage de Köthen, lorsque la lignée de son frère menace de s'éteindre.
En 1471, les trois fils d'Adolphe Ier choisissent de se consacrer à la vie religieuse ; en conséquence, ils ne génèreront pas d'héritier. Les seuls agnats survivants de la famille se trouvent être Albert et son fils encore enfant. Adolphe décide donc de conclure un pacte de succession avec son cousin éloigné Georges Ier d'Anhalt-Dessau par lequel le fils aîné de ce dernier, Valdemar VI, devient le corégent d'Adolphe (en allemand Mitherr) sur la moitié de la principauté. Mais avec la condition que le demi-frère d'Adolphe Ier, Albert VI, héritera de sa part de Köthen après la mort d'Adolphe Ier et deviendra à son tour corégent avec Valdemar VI.
Adolphe meurt en 1473 et Albert VI devient enfin cosouverain de la principauté avec le titre de « Seigneur de Köthen », mais son règne ne dure que quinze mois. À sa mort il a comme successeur son fils unique Philippe, qui devient le corégent de ses cousins, les fils d'Adolphe Ier et de Valdemar VI.

## Union et postérité
À Alsleben, le 27 mars 1454, Albert épouse Elisabeth (morte à Querfurt, le 18 septembre 1482), fille de Günther II, comte de Mansfeld. Ils ont six enfants :
- Anne (morte jeune) ;
- Marie (morte après 1495), nonne à Gernrode, ensuite chanoinesse ;
- Magdeleine (morte à Gandersheim, le 2 octobre 1515), abbesse de l'abbaye de Gandersheim (1511) ;
- Margarete (morte jeune) ;
- Philippe d'Anhalt-Köthen ;
- Dorothée (morte le 3 août 1505), épouse le 28 mai 1496 Joachim, comte d'Oettingen-Spielberg-Wallerstein ;
- Scholastique (morte en 1504), abbesse de Gernrode.